# Governació del Sinaí del Nord
La governació del Sinaí del Nord (àrab: محافظة شمال سيناء, muḥāfaẓat Xamāl Sīnāʾ) és una de les governacions o muhàfadhes d'Egipte. És al nord-est del país i s'estén per la meitat nord de la península del Sinaí, limitant a l'est amb Israel. La seva capital és Al-Arish, i l'any 2006 tenia 339.752 habitants.